# Paint Hall Studio

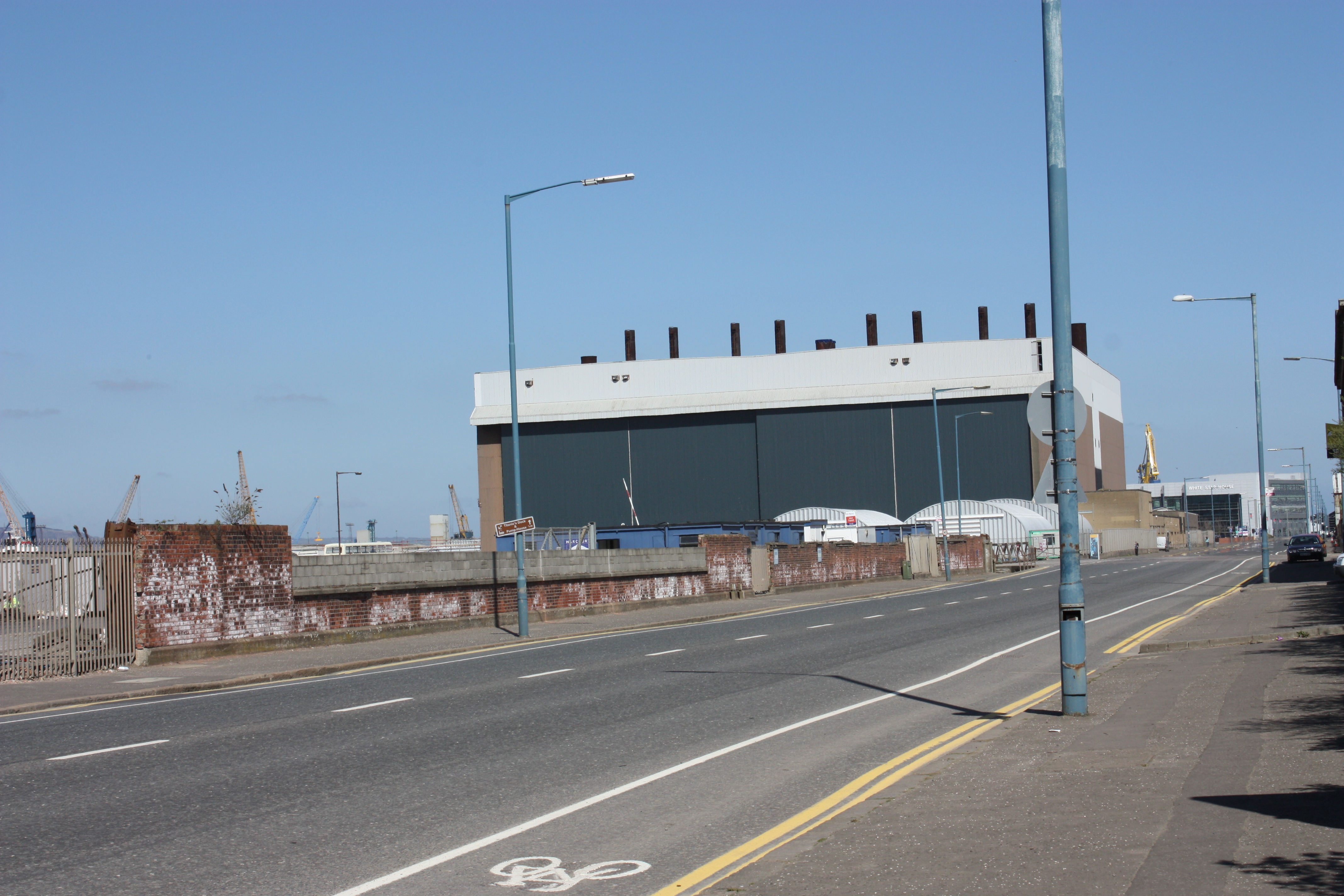
Paint Hall Studio, Belfast, April 2010

Das Paint Hall Studio (neuer Name: Titanic Studios) im Hafenviertel von Belfast, Nordirland gilt als größtes Filmstudio Europas.

## Geschichte
Ursprünglich handelte es sich bei dem historischen Gebäude um einen Teil der Harland-&-Wolff-Werft. In den großen Hallen wurden Schiffsteile gestrichen, u. a. auch Teile der Titanic, daher auch der heutige Name.

## Größe
Auf dem 32.368 m² großen Gelände gibt es eine große Halle, die in vier gleich große Studiobereiche mit jeweils 1.487 m² Fläche unterteilt ist. Der Innenraum ist 27,5 m hoch und besitzt eine 23 m hohe Eingangstür.

## Produktionen
- Game of Thrones (seit 2011)
- Your Highness (2011)
- City of Ember – Flucht aus der Dunkelheit (2008)